# Palminópolis
Palminópolis este un oraș în Goiás (GO), Brazilia.